# Кузьмич Олексій Федорович
Олексій Федорович Кузьмич (нар. 1955, с. Свяда Лепельського району Вітебської області) — депутат Палати представників Національного зборів Республіки Білорусь 4-го і 5-го скликань, член Комуністичної партії Білорусі.
На парламентських виборах в 2008 і 2012 обирався по 101-му виборчому округу м. Мінська.
У 2012 його конкурентами на виборах були Ігор Михайлович Жур (нар. 1973, заступник директора філії «Мінська ТЕЦ-4» РУП «Мінськенерго», член Білоруської соціально-спортивної партії) і 
Вадим Анатолійович Первушин (нар. 1981, заступник директора по збуту ТДВ «АДК Електра», член Ліберально-демократичної партії).